# Stictopisthus minimus
Stictopisthus minimus är en stekelart som beskrevs av Nakanishi 1968. Stictopisthus minimus ingår i släktet Stictopisthus och familjen brokparasitsteklar. Inga underarter finns listade i Catalogue of Life.